# Pholcus parvus
Pholcus parvus là một loài nhện trong họ Pholcidae. Loài này có ở de Madeira.